# La Salamandre (revue)
Pour les articles homonymes, voir La Salamandre et Salamandre.
La Revue Salamandre (nommée La Salamandre jusqu’en 2020) est une revue bimestrielle suisse, fondée en 1983, dont le but est de faire découvrir la nature et de sensibiliser à l'écologie. Elle a été fondée et est encore dirigée par Julien Perrot.

## Caractéristiques
La Revue Salamandre paraît six fois par an. Elle existe aussi pour les enfants de 4 à 7 ans, la Petite Salamandre ainsi que pour les jeunes de 8 à 12 ans, la Salamandre Junior. Elle n'est disponible que sur commande ou par abonnement afin d'éviter le gaspillage de papier lié à la distribution en kiosque. La Salamandre est également une maison d'édition indépendante.

## Histoire
En 1983, Julien Perrot, alors âgé de 11 ans, trouve une salamandre en forêt et décide de créer un journal. En octobre de la même année, le premier numéro dactylographié de la revue, intitulée Paléontologie, est distribué dans son entourage. Elle prend le nom de La Salamandre peu après. En 1984, le journaliste Pierre Lang lui consacre une édition de l'émission télévisée Escapade. En 1992, la rédaction du journal est établie à Neuchâtel. En 1993, la revue compte 4 000 abonnés et, en 1999, 10 000.

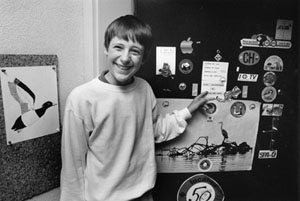
Julien Perrot en 1987.

En 2000, une revue intitulée La Petite Salamandre est créée pour les enfants. La même année, le numéro de La Salamandre dédié aux pissenlits reçoit le Prix Média 2000 de l'Académie suisse des sciences naturelles. En 2003, à l'occasion des vingt ans de la revue, le premier Festival Salamandre est organisé à Morges. En 2009, La Salamandre compte dix-huit salariés à temps partiel et, l'année suivante, elle lance une nouvelle formule tant du journal principal que de la Petite Salamandre. En 2011, la première Fête de la Nature de Suisse romande est organisée par le journal. En 2013 et 2014, La Salamandre doit licencier plusieurs collaborateurs en raison de la baisse du nombre d'abonnés. À partir de 2017, les revues sont également distribuées en Belgique et au Luxembourg. En 2020, La Salamandre devient la Revue Salamandre.